# 6 Heures de Spa-Francorchamps 2023
Navigation
Édition précédente Édition suivante
Les 6 Heures de Spa 2023 (officiellement appelées les TotalEnergies 6 Heures de Spa-Francorchamps 2023) sont la 43e édition de l'épreuve et la 3e manche du calendrier du Championnat du monde d'endurance FIA 2023.

## Contexte avant la course
Il s'agit de la première course de la Porsche 963 privée de Hertz Team Jota.
Cadillac engage une seconde V-Series.R en vue de se préparer pour les 24 Heures du Mans 2023.

## Engagés
| N°       | Pays     | Écurie                       | Voiture                  | Pneu     | Pilote 1               | Pilote 2                 | Pilote 3              |
| Hypercar | Hypercar | Hypercar                     | Hypercar                 | Hypercar | Hypercar               | Hypercar                 | Hypercar              |
| -------- | -------- | ---------------------------- | ------------------------ | -------- | ---------------------- | ------------------------ | --------------------- |
| 2        |          | Cadillac Racing              | Cadillac V-Series.R      | M        | Earl Bamber            | Alex Lynn                | Richard Westbrook     |
| 3        |          | Cadillac Racing              | Cadillac V-Series.R      | M        | Jack Aitken            | Sébastien Bourdais       | Renger van der Zande  |
| 4        |          | Floyd Vanwall Racing Team    | Vanwall Vandervell 680   | M        | Tom Dillmann           | Esteban Guerrieri        | Jacques Villeneuve    |
| 5        |          | Porsche Team Penske          | Porsche 963              | M        | Dane Cameron           | Michael Christensen      | Frédéric Makowiecki   |
| 6        |          | Porsche Team Penske          | Porsche 963              | M        | Kévin Estre            | André Lotterer           | Laurens Vanthoor      |
| 7        |          | Toyota Gazoo Racing          | Toyota GR010 Hybrid      | M        | Mike Conway            | Kamui Kobayashi          | José María López      |
| 8        |          | Toyota Gazoo Racing          | Toyota GR010 Hybrid      | M        | Sébastien Buemi        | Brendon Hartley          | Ryō Hirakawa          |
| 38       |          | Hertz Team Jota              | Porsche 963              | M        | António Félix da Costa | Will Stevens             | Ye Yifei              |
| 50       |          | Ferrari AF Corse             | Ferrari 499P             | M        | Antonio Fuoco          | Miguel Molina            | Nicklas Nielsen       |
| 51       |          | Ferrari AF Corse             | Ferrari 499P             | M        | James Calado           | Antonio Giovinazzi       | Alessandro Pier Guidi |
| 93       |          | Peugeot TotalEnergies        | Peugeot 9X8              | M        | Paul di Resta          | Mikkel Jensen            | Jean-Éric Vergne      |
| 94       |          | Peugeot TotalEnergies        | Peugeot 9X8              | M        | Loïc Duval             | Gustavo Menezes          | Nico Müller           |
| 708      |          | Glickenhaus Racing           | Glickenhaus 007          | M        | Romain Dumas           | Franck Mailleux          | Olivier Pla           |
| LMP2     |          |                              |                          |          |                        |                          |                       |
| 9        |          | Prema Racing                 | Oreca 07 - Gibson        | G        | Andrea Caldarelli      | Filip Ugran              | Bent Viscaal          |
| 10       |          | Vector Sport                 | Oreca 07 - Gibson        | G        | Gabriel Aubry          | Ryan Cullen              | Matthias Kaiser       |
| 22       |          | United Autosports            | Oreca 07 - Gibson        | G        | Filipe Albuquerque     | Phil Hanson              | Frederick Lubin       |
| 23       |          | United Autosports            | Oreca 07 - Gibson        | G        | Tom Blomqvist          | Oliver Jarvis            | Josh Pierson          |
| 28       |          | Jota                         | Oreca 07 - Gibson        | G        | Pietro Fittipaldi      | David Heinemeier Hansson | Oliver Rasmussen      |
| 31       |          | Team WRT                     | Oreca 07 - Gibson        | G        | Robin Frijns           | Sean Gelael              | Ferdinand Habsburg    |
| 34       |          | Inter Europol Competition    | Oreca 07 - Gibson        | G        | Albert Costa           | Fabio Scherer            | Jakub Śmiechowski     |
| 35       |          | Alpine Elf Team              | Oreca 07 - Gibson        | G        | Olli Caldwell          | André Negrão             | Memo Rojas            |
| 36       |          | Alpine Elf Team              | Oreca 07 - Gibson        | G        | Julien Canal           | Charles Milesi           | Matthieu Vaxiviere    |
| 41       |          | Team WRT                     | Oreca 07 - Gibson        | G        | Rui Andrade            | Louis Delétraz           | Robert Kubica         |
| 63       |          | Prema Racing                 | Oreca 07 - Gibson        | G        | Mirko Bortolotti       | Daniil Kvyat             | Doriane Pin           |
| LMGTE Am |          |                              |                          |          |                        |                          |                       |
| 21       |          | AF Corse                     | Ferrari 488 GTE Evo      | M        | Diego Alessi           | Ulysse de Pauw           | Simon Mann            |
| 25       |          | Oman Racing Team by TF Sport | Aston Martin Vantage AMR | M        | Ahmad Al Harthy        | Michael Dinan            | Charlie Eastwood      |
| 33       |          | Corvette Racing              | Chevrolet Corvette C8.R  | M        | Nicky Catsburg         | Ben Keating              | Nicolás Varrone       |
| 54       |          | AF Corse                     | Ferrari 488 GTE Evo      | M        | Francesco Castellacci  | Thomas Flohr             | Davide Rigon          |
| 56       |          | Project 1 - AO               | Porsche 911 RSR-19       | M        | Matteo Cairoli         | PJ Hyett                 | Gunnar Jeannette      |
| 57       |          | Kessel Racing                | Ferrari 488 GTE Evo      | M        | Scott Huffaker         | Takeshi Kimura           | Daniel Serra          |
| 60       |          | Iron Lynx                    | Porsche 911 RSR-19       | M        | Claudio Schiavoni      | Matteo Cressoni          | Alessio Picariello    |
| 77       |          | Dempsey - Proton Racing      | Porsche 911 RSR-19       | M        | Julien Andlauer        | Mikkel Pedersen          | Christian Ried        |
| 83       |          | Richard Mille AF Corse       | Ferrari 488 GTE Evo      | M        | Luís Pérez Companc     | Alessio Rovera           | Lilou Wadoux          |
| 85       |          | Iron Dames                   | Porsche 911 RSR-19       | M        | Sarah Bovy             | Rahel Frey               | Michelle Gatting      |
| 86       |          | GR Racing                    | Porsche 911 RSR-19       | M        | Benjamin Barker        | Riccardo Pera            | Michael Wainwright    |
| 88       |          | Proton Competition           | Porsche 911 RSR-19       | M        | Ryan Hardwick          | Zacharie Robichon        | Harry Tincknell       |
| 98       |          | Northwest AMR                | Aston Martin Vantage AMR | M        | Ian James              | Daniel Mancinelli        | Alex Riberas          |
| 777      |          | D'Station Racing             | Aston Martin Vantage AMR | M        | Tomonobu Fujii         | Satoshi Hoshino          | Casper Stevenson      |

## La course

### Classement de la course
Voici le classement officiel au terme de la course.
- Les premiers de chaque catégorie du championnat du monde sont signalés par un fond jaune.
- Pour la colonne Pneus, il faut passer le curseur au-dessus du modèle pour connaître le manufacturier de pneumatiques.

| Pos  | Classe   | no  | Écurie                       | Pilotes                                                     | Châssis                        | Pneus | Tours | Temps                 |
| Pos  | Classe   | no  | Écurie                       | Pilotes                                                     | Moteur                         | Pneus | Tours | Temps                 |
| ---- | -------- | --- | ---------------------------- | ----------------------------------------------------------- | ------------------------------ | ----- | ----- | --------------------- |
| 1    | Hypercar | 7   | Toyota Gazoo Racing          | Mike Conway Kamui Kobayashi José María López                | Toyota GR010 Hybrid            | M     | 148   | 6 h 00 min 24 s 798   |
| 1    | Hypercar | 7   | Toyota Gazoo Racing          | Mike Conway Kamui Kobayashi José María López                | Toyota H8909 3,5 L V6 Bi-Turbo | M     | 148   | 6 h 00 min 24 s 798   |
| 2    | Hypercar | 8   | Toyota Gazoo Racing          | Sébastien Buemi Brendon Hartley Ryō Hirakawa                | Toyota GR010 Hybrid            | M     | 148   | + 11 s 637            |
| 2    | Hypercar | 8   | Toyota Gazoo Racing          | Sébastien Buemi Brendon Hartley Ryō Hirakawa                | Toyota H8909 3,5 L V6 Bi-Turbo | M     | 148   | + 11 s 637            |
| 3    | Hypercar | 51  | Ferrari - AF Corse           | Alessandro Pier Guidi James Calado Antonio Giovinazzi       | Ferrari 499P                   | M     | 148   | + 1 min 09 s 439      |
| 3    | Hypercar | 51  | Ferrari - AF Corse           | Alessandro Pier Guidi James Calado Antonio Giovinazzi       | Ferrari 3,0 L V6 Bi-Turbo      | M     | 148   | + 1 min 09 s 439      |
| 4    | Hypercar | 5   | Porsche Penske Motorsport    | Dane Cameron Michael Christensen Frédéric Makowiecki        | Porsche 963                    | M     | 148   | + 1 min 12 s 264      |
| 4    | Hypercar | 5   | Porsche Penske Motorsport    | Dane Cameron Michael Christensen Frédéric Makowiecki        | Porsche 9RD 4,6 L V8 Bi-Turbo  | M     | 148   | + 1 min 12 s 264      |
| 5    | Hypercar | 2   | Cadillac Racing              | Earl Bamber Alex Lynn Richard Westbrook                     | Cadillac V-Series.R            | M     | 147   | + 1 tour              |
| 5    | Hypercar | 2   | Cadillac Racing              | Earl Bamber Alex Lynn Richard Westbrook                     | Cadillac LMC55R 5,5 L V8 Atmo  | M     | 147   | + 1 tour              |
| 6    | Hypercar | 38  | Hertz Team Jota              | António Félix da Costa Will Stevens Ye Yifei                | Porsche 963                    | M     | 147   | + 1 tour              |
| 6    | Hypercar | 38  | Hertz Team Jota              | António Félix da Costa Will Stevens Ye Yifei                | Porsche 9RD 4,6 L V8 Bi-Turbo  | M     | 147   | + 1 tour              |
| 7    | LMP2     | 41  | Team WRT                     | Rui Andrade Louis Delétraz Robert Kubica                    | Oreca 07                       | G     | 146   | + 2 tours             |
| 7    | LMP2     | 41  | Team WRT                     | Rui Andrade Louis Delétraz Robert Kubica                    | Gibson GK428 4,2 L V8 Atmo     | G     | 146   | + 2 tours             |
| 8    | LMP2     | 23  | United Autosports            | Oliver Jarvis Josh Pierson Tom Blomqvist                    | Oreca 07                       | G     | 146   | + 2 tours             |
| 8    | LMP2     | 23  | United Autosports            | Oliver Jarvis Josh Pierson Tom Blomqvist                    | Gibson GK428 4,2 L V8 Atmo     | G     | 146   | + 2 tours             |
| 9    | LMP2     | 34  | Inter Europol Competition    | Albert Costa Fabio Scherer Jakub Śmiechowski                | Oreca 07                       | G     | 146   | + 2 tours             |
| 9    | LMP2     | 34  | Inter Europol Competition    | Albert Costa Fabio Scherer Jakub Śmiechowski                | Gibson GK428 4,2 L V8 Atmo     | G     | 146   | + 2 tours             |
| 10   | LMP2     | 9   | Prema Racing                 | Filip Ugran Bent Viscaal Andrea Caldarelli                  | Oreca 07                       | G     | 146   | + 2 tours             |
| 10   | LMP2     | 9   | Prema Racing                 | Filip Ugran Bent Viscaal Andrea Caldarelli                  | Gibson GK428 4,2 L V8 Atmo     | G     | 146   | + 2 tours             |
| 11   | LMP2     | 22  | United Autosports            | Phil Hanson Frederick Lubin (en) Filipe Albuquerque         | Oreca 07                       | G     | 146   | + 2 tours             |
| 11   | LMP2     | 22  | United Autosports            | Phil Hanson Frederick Lubin (en) Filipe Albuquerque         | Gibson GK428 4,2 L V8 Atmo     | G     | 146   | + 2 tours             |
| 12   | LMP2     | 31  | Team WRT                     | Robin Frijns Sean Gelael Ferdinand Habsburg                 | Oreca 07                       | G     | 146   | + 2 tours             |
| 12   | LMP2     | 31  | Team WRT                     | Robin Frijns Sean Gelael Ferdinand Habsburg                 | Gibson GK428 4,2 L V8 Atmo     | G     | 146   | + 2 tours             |
| 13   | Hypercar | 708 | Glickenhaus Racing           | Romain Dumas Olivier Pla Franck Mailleux                    | Glickenhaus 007 LMH            |       | 146   | + 2 tours             |
| 13   | Hypercar | 708 | Glickenhaus Racing           | Romain Dumas Olivier Pla Franck Mailleux                    | Glickenhaus 3,5 L V8 Turbo     |       | 146   | + 2 tours             |
| 14   | Hypercar | 93  | Peugeot TotalEnergies        | Jean-Éric Vergne Mikkel Jensen Paul di Resta                | Peugeot 9X8                    | M     | 146   | + 2 tours             |
| 14   | Hypercar | 93  | Peugeot TotalEnergies        | Jean-Éric Vergne Mikkel Jensen Paul di Resta                | Peugeot 2,6 L V6 Bi-Turbo      | M     | 146   | + 2 tours             |
| 15   | LMP2     | 36  | Alpine ELF Team              | Julien Canal Charles Milesi Matthieu Vaxiviere              | Oreca 07                       | G     | 146   | + 2 tours             |
| 15   | LMP2     | 36  | Alpine ELF Team              | Julien Canal Charles Milesi Matthieu Vaxiviere              | Gibson GK428 4,2 L V8 Atmo     | G     | 146   | + 2 tours             |
| 16   | LMP2     | 35  | Alpine ELF Team              | Olli Caldwell André Negrão Memo Rojas                       | Oreca 07                       | G     | 146   | + 2 tours             |
| 16   | LMP2     | 35  | Alpine ELF Team              | Olli Caldwell André Negrão Memo Rojas                       | Gibson GK428 4,2 L V8 Atmo     | G     | 146   | + 2 tours             |
| 17   | Hypercar | 94  | Peugeot TotalEnergies        | Loïc Duval Gustavo Menezes Nico Müller                      | Peugeot 9X8                    | M     | 146   | + 2 tours             |
| 17   | Hypercar | 94  | Peugeot TotalEnergies        | Loïc Duval Gustavo Menezes Nico Müller                      | Peugeot 2,6 L V6 Bi-Turbo      | M     | 146   | + 2 tours             |
| 18   | LMP2     | 28  | Jota                         | Pietro Fittipaldi David Heinemeier Hansson Oliver Rasmussen | Oreca 07                       | G     | 145   | + 3 tours             |
| 18   | LMP2     | 28  | Jota                         | Pietro Fittipaldi David Heinemeier Hansson Oliver Rasmussen | Gibson GK428 4,2 L V8 Atmo     | G     | 145   | + 3 tours             |
| 19   | LMP2     | 63  | Prema Racing                 | Mirko Bortolotti Daniil Kvyat Doriane Pin                   | Oreca 07                       | G     | 144   | + 4 tours             |
| 19   | LMP2     | 63  | Prema Racing                 | Mirko Bortolotti Daniil Kvyat Doriane Pin                   | Gibson GK428 4,2 L V8 Atmo     | G     | 144   | + 4 tours             |
| 20   | LMGTE Am | 83  | Richard Mille AF Corse       | Luís Pérez Companc Alessio Rovera Lilou Wadoux              | Ferrari 488 GTE Evo            | M     | 140   | + 8 tours             |
| 20   | LMGTE Am | 83  | Richard Mille AF Corse       | Luís Pérez Companc Alessio Rovera Lilou Wadoux              | Ferrari F154CB 3,9 L V8 Turbo  | M     | 140   | + 8 tours             |
| 21   | LMGTE Am | 33  | Corvette Racing              | Nicky Catsburg Ben Keating Nicolás Varrone (es)             | Chevrolet Corvette C8.R        | M     | 140   | + 8 tours             |
| 21   | LMGTE Am | 33  | Corvette Racing              | Nicky Catsburg Ben Keating Nicolás Varrone (es)             | Chevrolet 5,5 L V8 Atmo        | M     | 140   | + 8 tours             |
| 22   | LMGTE Am | 25  | Oman Racing Team by TF Sport | Ahmad Al Harthy Michael Dinan Charlie Eastwood              | Aston Martin Vantage AMR       | M     | 140   | + 8 tours             |
| 22   | LMGTE Am | 25  | Oman Racing Team by TF Sport | Ahmad Al Harthy Michael Dinan Charlie Eastwood              | Aston Martin 4,0 L V8 Bi-Turbo | M     | 140   | + 8 tours             |
| 23   | LMGTE Am | 88  | Proton Competition           | Ryan Hardwick Zacharie Robichon Harry Tincknell             | Porsche 911 RSR-19             | M     | 139   | + 9 tours             |
| 23   | LMGTE Am | 88  | Proton Competition           | Ryan Hardwick Zacharie Robichon Harry Tincknell             | Porsche 4,0 L Flat-6 Atmo      | M     | 139   | + 9 tours             |
| 24   | LMGTE Am | 85  | Iron Dames                   | Sarah Bovy Rahel Frey Michelle Gatting                      | Porsche 911 RSR-19             | M     | 139   | + 9 tours             |
| 24   | LMGTE Am | 85  | Iron Dames                   | Sarah Bovy Rahel Frey Michelle Gatting                      | Porsche 4,0 L Flat-6 Atmo      | M     | 139   | + 9 tours             |
| 25   | LMGTE Am | 21  | AF Corse                     | Diego Alessi (en) Ulysse de Pauw (en) Simon Mann            | Ferrari 488 GTE Evo            | M     | 139   | + 9 tours             |
| 25   | LMGTE Am | 21  | AF Corse                     | Diego Alessi (en) Ulysse de Pauw (en) Simon Mann            | Ferrari F154CB 3,9 L V8 Turbo  | M     | 139   | + 9 tours             |
| 26   | LMGTE Am | 98  | Northwest AMR                | Ian James Daniel Mancinelli Alex Riberas                    | Aston Martin Vantage AMR       | M     | 139   | + 9 tours             |
| 26   | LMGTE Am | 98  | Northwest AMR                | Ian James Daniel Mancinelli Alex Riberas                    | Aston Martin 4,0 L V8 Bi-Turbo | M     | 139   | + 9 tours             |
| 27   | LMGTE Am | 57  | Kessel Racing                | Scott Huffaker (en) Takeshi Kimura Daniel Serra             | Ferrari 488 GTE Evo            | M     | 139   | + 9 tours             |
| 27   | LMGTE Am | 57  | Kessel Racing                | Scott Huffaker (en) Takeshi Kimura Daniel Serra             | Ferrari F154CB 3,9 L V8 Turbo  | M     | 139   | + 9 tours             |
| 28   | LMGTE Am | 77  | Dempsey-Proton               | Julien Andlauer Mikkel O. Pedersen Christian Ried           | Porsche 911 RSR-19             | M     | 138   | + 10 tours            |
| 28   | LMGTE Am | 77  | Dempsey-Proton               | Julien Andlauer Mikkel O. Pedersen Christian Ried           | Porsche 4,0 L Flat-6 Atmo      | M     | 138   | + 10 tours            |
| 29   | LMGTE Am | 777 | D'Station Racing             | Tomonobu Fujii Satoshi Hoshino Casper Stevenson (en)        | Aston Martin Vantage AMR       | M     | 138   | + 10 tours            |
| 29   | LMGTE Am | 777 | D'Station Racing             | Tomonobu Fujii Satoshi Hoshino Casper Stevenson (en)        | Aston Martin 4,0 L V8 Bi-Turbo | M     | 138   | + 10 tours            |
| 30   | LMGTE Am | 60  | Iron Lynx                    | Matteo Cressoni Alessio Picariello Claudio Schiavoni        | Porsche 911 RSR-19             | M     | 137   | + 11 tours            |
| 30   | LMGTE Am | 60  | Iron Lynx                    | Matteo Cressoni Alessio Picariello Claudio Schiavoni        | Porsche 4,0 L Flat-6 Atmo      | M     | 137   | + 11 tours            |
| 31   | LMGTE Am | 86  | GR Racing                    | Michael Wainwright Benjamin Barker Riccardo Pera            | Porsche 911 RSR-19             | M     | 136   | + 12 tours            |
| 31   | LMGTE Am | 86  | GR Racing                    | Michael Wainwright Benjamin Barker Riccardo Pera            | Porsche 4,0 L Flat-6 Atmo      | M     | 136   | + 12 tours            |
| Nc.  | LMGTE Am | 54  | AF Corse                     | Francesco Castellacci Thomas Flohr Davide Rigon             | Ferrari 488 GTE Evo            | M     | 79    | Accident              |
| Nc.  | LMGTE Am | 54  | AF Corse                     | Francesco Castellacci Thomas Flohr Davide Rigon             | Ferrari F154CB 3,9 L V8 Turbo  | M     | 79    | Accident              |
| Abd. | Hypercar | 50  | Ferrari - AF Corse           | Antonio Fuoco Miguel Molina Nicklas Nielsen                 | Ferrari 499P                   | M     | 106   | Sortie de piste       |
| Abd. | Hypercar | 50  | Ferrari - AF Corse           | Antonio Fuoco Miguel Molina Nicklas Nielsen                 | Ferrari 3,0 L V6 Bi-Turbo      | M     | 106   | Sortie de piste       |
| Abd. | Hypercar | 4   | Floyd Vanwall Racing Team    | Tom Dillmann Esteban Guerrieri Jacques Villeneuve           | Vanwall Vandervell 680         | M     | 80    | Accident              |
| Abd. | Hypercar | 4   | Floyd Vanwall Racing Team    | Tom Dillmann Esteban Guerrieri Jacques Villeneuve           | Gibson GK458 4,5 L V8 Atmo     | M     | 80    | Accident              |
| Abd. | Hypercar | 6   | Porsche Penske Motorsport    | Kévin Estre André Lotterer Laurens Vanthoor                 | Porsche 963                    | M     | 53    | Problèmes électriques |
| Abd. | Hypercar | 6   | Porsche Penske Motorsport    | Kévin Estre André Lotterer Laurens Vanthoor                 | Porsche 9RD 4,6 L V8 Bi-Turbo  | M     | 53    | Problèmes électriques |
| Abd. | Hypercar | 3   | Cadillac Racing              | Sebastien Bourdais Renger van der Zande Jack Aitken         | Cadillac V-Series.R            | M     | 40    | Sortie de piste       |
| Abd. | Hypercar | 3   | Cadillac Racing              | Sebastien Bourdais Renger van der Zande Jack Aitken         | Cadillac LMC55R 5,5 L V8 Atmo  | M     | 40    | Sortie de piste       |
| Abd. | LMP2     | 10  | Vector Sport                 | Gabriel Aubry Ryan Cullen Matthias Kaiser                   | Oreca 07                       | G     | 14    | Roue                  |
| Abd. | LMP2     | 10  | Vector Sport                 | Gabriel Aubry Ryan Cullen Matthias Kaiser                   | Gibson GK428 4,2 L V8 Atmo     | G     | 14    | Roue                  |

## Pole position et record du tour
- Pole position :
- Meilleur tour en course :

## À noter
- Longueur du circuit : 7,003 9 km
- Distance parcourue par les vainqueurs :